# Tutschyn
Tutschyn (ukrainisch Тучин; russisch Тучин Tutschin, deutsch Tutschin, polnisch Tuczyn, jiddisch טוטשין) ist ein Dorf in der westukrainischen Oblast Riwne mit 2180 Einwohnern
(2023). Sie liegt im Rajon Riwne im historischen Wolhynien etwa 18 km östlich von Riwne am Fluss Horyn.

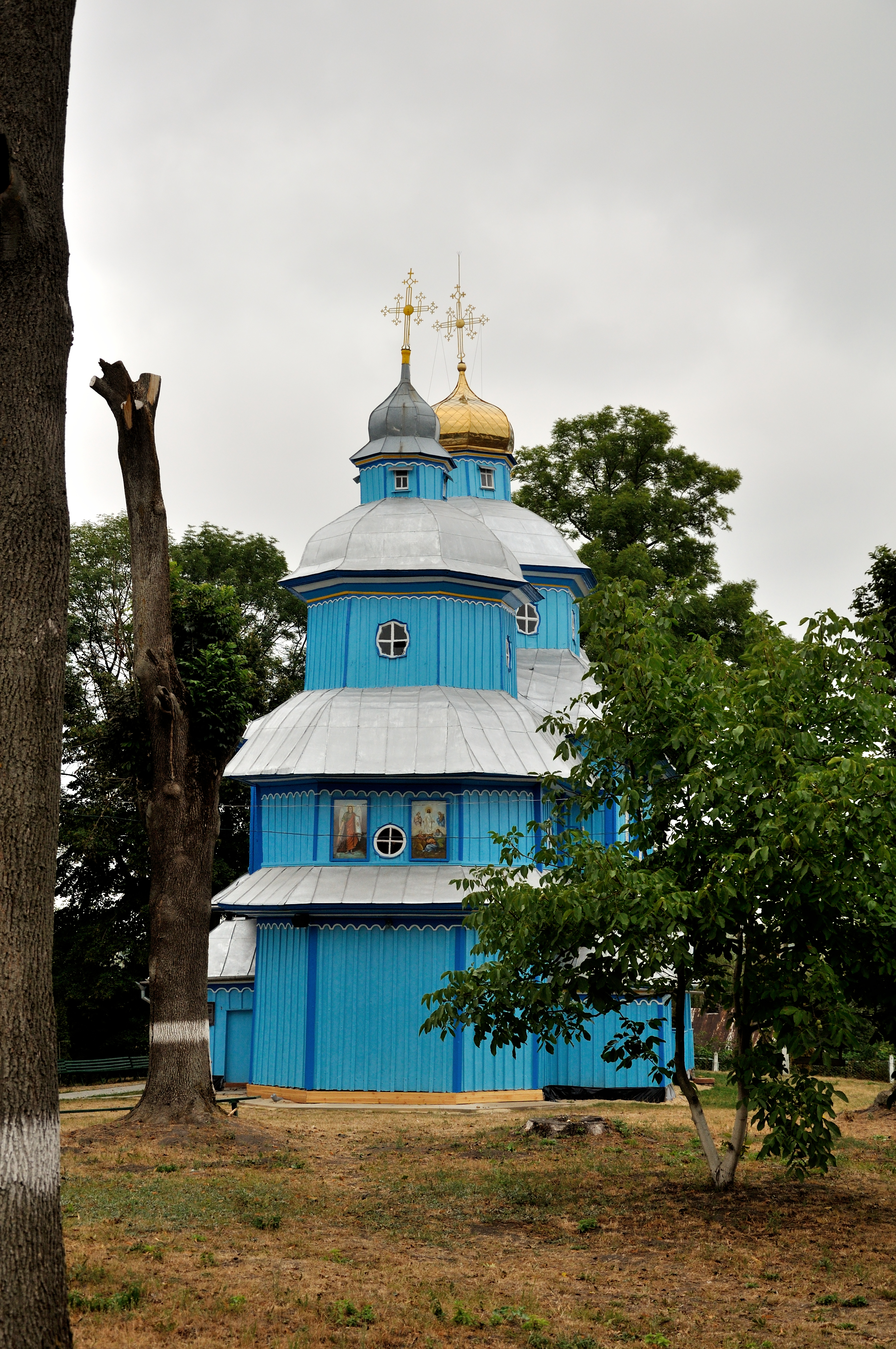
Kirche im Ort

Am 12. Juni 2020 wurde das Dorf ein Teil neu gegründeten Siedlungsgemeinde Hoschtscha im Rajon Hoschtscha; bis dahin bildete es zusammen mit dem Dorf Poliwzi (Полівці) die Landratsgemeinde Tutschyn (Тучинська сільська рада/Tutschynska silska rada) im Nordwesten des Rajons Hoschtscha.
Am 17. Juli 2020 wurde der Ort Teil des Rajons Riwne.

## Historische Gliederung
Tutschyn war eine sehr vielschichtige Stadt. Vor dem Zweiten Weltkrieg gab es eine große
jüdische, polnische und ukrainische Bevölkerung. 1590 wurde eine römisch-katholische Gemeinde gegründet, die die umgebenden Dörfer Buhryński Majdan, Cecylówka, Drozdów, Horbów, Jadzin, Karczemka, Korościatyn, Krąglik, Kryniczka, Kudranka, Kuty Zalesie, Leonówka, Lucynów, Mikulin, Niespodzianka: I, II, III; Piotrowica, Podobanka, Pustomycki Majdan, Pustomyty Ryświanka, Rzeczyca, Sienne, Smolarnia, Sobówka dwór, Urszulin, Woronów, Woskodawy und Zalanka umfasste. 1938 hatte die katholische Gemeinde 2.660 Mitglieder, die sich vor allem aus Polen zusammensetzte.
Außerdem gab es vor dem Zweiten Weltkrieg eine bedeutende deutsche Bevölkerungsgruppe. Sie hatte sich vor allem in den 1860er Jahren angesiedelt und gehörte hauptsächlich der evangelisch-lutherischen Konfession an, betreut von der Gemeinde in Schytomyr. 1888 wurde die lutherische Gemeinde in Tutschyn gegründet. Ihren Höhepunkt erreichte sie vor dem Ersten Weltkrieg, als sie in über 80 Dörfern eines großen Gebietes um Tutschyn über 25.000 Deutsche zu ihren Mitgliedern zählte, auch wenn bis 1929 keine Kirche gebaut wurde. Die Mitgliederzahlen fielen vor dem Ersten Weltkrieg stark, als viele Deutsche nach Nordamerika auswanderten. In der Zeit zwischen den Weltkriegen umfasste die Gemeinde noch etwa 6000 Mitglieder.

## Geschichte
Tutschyn war Stammsitz der polnischen Adelsfamilie Siemaszko. 1650 war die Stadt im Besitz der Familie Daniłłowicz, später der Lubomirskis und schließlich vom 18. Jahrhundert bis zum Ausbruch des Zweiten Weltkrieges der Walewskis. Die Stanisław-Lubomirski-Stiftung errichtete 1711 und 1730 zwei hölzerne Kirchen in der Stadt. Die Walewskis errichteten 1796 eine klassizistische Kirche. Vor dem Zweiten Weltkrieg war Tutschyn mit einer starken jüdischen, polnischen, ukrainischen und teilweise deutschen Bevölkerung eine wichtige Stadt im Distrikt. 1939 lebten in Tutschyn etwa 3000 Juden.
Nach der Besetzung durch die Sowjetunion im September 1939 wurde dem Ort der Stadtstatus aberkannt, seither ist das recht große Tutschyn nurmehr ein Dorf. Zwischen 1940 und 1959 war der Ort zudem aber noch Rajonszentrum des gleichnamigen Rajon Tutschyn, dieser ging dann im heutigen Rajon Hoschtscha auf.

### Pogrome 1941
Am 6. Juli 1941 besetzte die deutsche Wehrmacht die Stadt. Es kam zu einem Pogrom, an dem ukrainische Einwohner und deutsche Soldaten beteiligt waren. Dabei wurden 70 Juden ermordet, zudem gab es Verwundete und es kam zu Plünderungen. Am folgenden Tag kamen Angehörige des Sonderkommandos 4a in die Stadt und erschossen 30 Juden anhand von Listen, die von Ukrainern erstellt worden waren.
Noch im gleichen Monat mussten Juden eine weiße Armbinde mit gelbem Judenstern tragen, sie mussten eine erhebliche Geldsumme aufbringen und wurden zur Zwangsarbeit herangezogen. Die Einrichtung eines Ghettos konnte der eingesetzte „Judenrat“ unter Gecel Schwarzmann durch Bestechung bis zum September 1942 hinauszögern. Dieses bestand aus rund 60 einstöckigen Häusern entlang einer einzigen Straße.

### Jüdischer Aufstand in Tutschyn
Nachdem man Mitte Juli 1942 von der gewaltsamen Auflösung des jüdischen Ghettos in Riwne und der Mordaktion erfahren hatte, entschied man sich, den Nazis Widerstand zu leisten. Am Dienstagabend, dem 23. September 1942, wurde am Ghetto von Tutschyn eine Blockade errichtet. Die Führer des Aufstandes riefen Alarm aus, die kämpfenden Gruppen bezogen ihre Positionen. Am 24. September rückten deutsche Kräfte und ukrainische Hilfskräfte gegen die Abgrenzungen des Ghetto vor. Als die Widerstandskräfte das Signal gaben, wurden die Gebäude des Ghetto sowie die deutschen Warenhäuser an seinem Rand in Brand gesetzt. Die kämpfenden Gruppen eröffneten das Feuer, brachen durch die Tore des Ghetto und trieben die Bevölkerung in die Flucht. Unter Rauch und Gewehrfeuer flohen etwa 2000 Personen – etwa zwei Drittel der Ghetto-Bevölkerung, mit Frauen, Kindern und älteren Menschen in den Wald. Die Flammen wüteten den restlichen Tag sowie einen Teil des Folgetages, auch das Gewehrfeuer hielt an. Einige Deutsche und ukrainische Hilfspolizisten wurden getötet. Ein Drittel der Ghetto-Bevölkerung fiel, darunter alle Kämpfer.
Der Aufstand endete am Samstag, 26. September, als die führenden Widerständler sich den Deutschen auslieferten, da sie die Verhältnisse in den Wäldern nicht ertragen konnten. Die Hälfte der Entkommenen wurden innerhalb von drei Tagen gefangen genommen und ermordet. Etwa 300 Frauen mit Kindern, die im Wald nicht überleben konnten, kehrten nach Tutschyn zurück und wurden erschossen. Viele der Verbliebenen starben, andere wurden von Bauern der Umgebung ausgeliefert oder ermordet. Einige jüngere Leute schlossen sich den Partisanen an und wurden in Kämpfen getötet. Von den 3000 Juden aus Tutschyn waren bei der Befreiung am 16. Januar 1944 nur noch 20 am Leben.